# Shabelle
Der Shabelle (Somali Shabeelle, in Äthiopien auch Shebele oder Shebeli, amharisch ሸበሌ ወንዝ Šäbälle wänz, italienisch Scebeli; manchmal mit dem Zusatz Uebi, Webi, Wabi oder Wabe versehen) ist ein mindestens 1820 km langer Fluss in Äthiopien und Somalia.
Shabeel bedeutet auf Somali „Leopard“.

## Geographie

### Verlauf

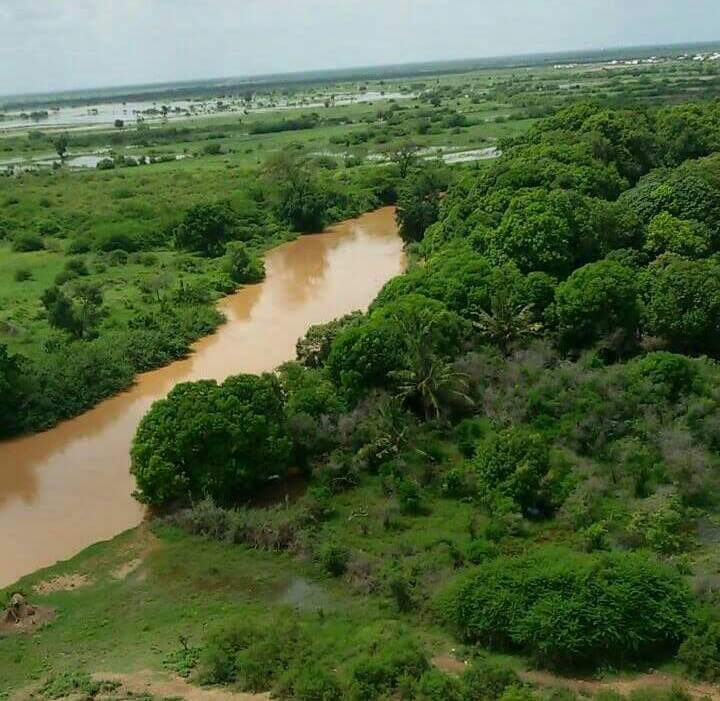
Der Shabelle bei Jowhar

Der Fluss entspringt im Südwesten des Somali-Hochlands im Mendebo-Gebirge nahe Awassa und Yirga Alem. Seine Quelle wird von den Sidama wie von den Arsi-Oromo als heilige Stätte verehrt. Der Shabelle fließt zuerst in östliche und dann in südöstliche Richtung entlang des Audo-Gebirges durch das südöstliche Äthiopien (Somali-Region/Ogaden). Etwa auf der Hälfte seines Laufes passiert er die Grenze nach Somalia. In einem langgestreckten Rechtsbogen steuert sein Wasser in Richtung Süden auf Mogadischu zu, ohne allerdings die Hauptstadt Somalias zu berühren. Vielmehr windet sich der Shabeelle in Südwestrichtung durch das Hinterland der Benadirküste des Indischen Ozeans, die er, auf weiten Strecken in der Trockenzeit versandend, über 400 Kilometer weit im Abstand von etwa 20 bis 30 Kilometer begleitet. Die Mündung in den Juba südlich von Jilib und Kamsuuma in der Region Jubbada Hoose erreicht das Wasser des Shabelle, streckenweise ohne erkennbares Flussbett, nur in besonders ergiebigen Regenzeiten mit starken Regenfällen und Überschwemmungen. Dieses Mündungsgebiet liegt etwa 50 Kilometer nördlich der Stelle, wo der Juba seinerseits in den Indischen Ozean mündet.
Von Norden her fließen mehrere saisonale Nebenflüsse wie Erer, Fafen und Galeti aus dem Harar-Plateau durch die äthiopische Somali-Region in den Shabelle.
Bei Melka Wakena am Oberlauf wird er seit 1989 zur Elektrizitätsgewinnung aufgestaut.

### Verwaltung
Bedeutende Orte am Fluss sind Gode, Kalafo und Mustahil in Äthiopien und Beledweyne, Buulobarde, Jawhar und Afgooye in Somalia. Der Shabelle bildete die nördliche Grenze von Bale in Äthiopien und gab den Verwaltungsregionen Shabeellaha Dhexe (Mittel-Shabelle) und Shabeellaha Hoose (Unter-Shabelle) in Somalia den Namen.

## Hydrometrie
Die Durchflussmenge des Flusses wurde jeweils über 28 Jahre (1951–79) in Belet Uen und in Afgooye in m³/s gemessen. Der Fluss verliert auf den 400 Kilometern auf Grund der Aridität des Klimas und abzweigende Bewässerungskanäle innerhalb Somalias an Durchflussmenge: In Belet Uen beträgt die mittlere jährliche Durchflussmenge noch 68 m³/s, in Afgooye dagegen nur noch 46 m³/s.
Hier dargestellt die Werte aus Afgooye in m³/s.
- Diagrammdaten:
- Definition |
- Rohdaten |
- Hilfe

## Einzugsgebiet

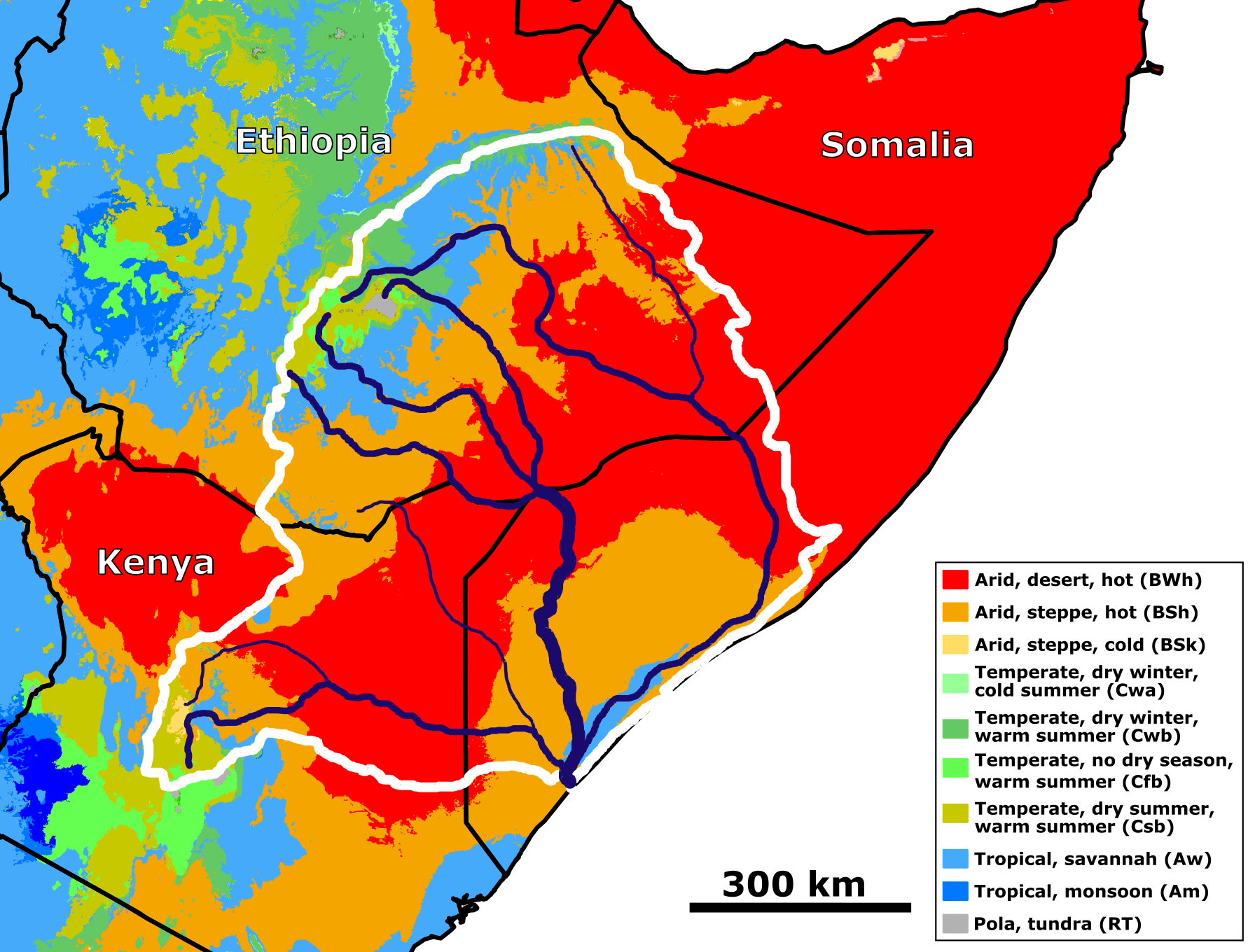
Die Klimabedingungen im Einzugsgebiet des Juba mit dem Shabelle (Mitte rechts)

Das Einzugsgebiet des Shabelle wird mit Werten zwischen 297.000 und 337.000 km² angegeben. Ähnlich dem Juba, erhält er nur im Oberlauf relevante Mengen an Wasser. Bei seinem Weg durch die Somalische Wüste verliert er zunehmend Wasser. Zudem wird er zur Bewässerung genutzt.

## Hochwasser
Im Frühjahr 2005 kam es nach starken Niederschlägen zu schweren Überschwemmungen. 154 Menschen starben und mindestens 100.000 weitere und über 160 Dörfer waren betroffen. Ein Nebeneffekt des Hochwassers war, das der Bewegungsraum für Krokodile und Wasserschlangen größer wurde. So kamen 19 Menschen durch Krokodile ums Leben. Ebenso nahmen Malaria und Durchfallerkrankungen zu.